# Casciubi
I casciubi (in casciubo Kaszëbi, in polacco Kaszubi, in tedesco Kaschuben) sono una popolazione appartenente al gruppo degli slavi occidentali, storicamente stanziata nella regione della Pomerania (in Polonia). La zona presso la quale vivono è conosciuta come Casciubia o Cassubia (in casciubo Kaszëbë o Kaszëbskô, in polacco Kaszuby).

## Caratteristiche

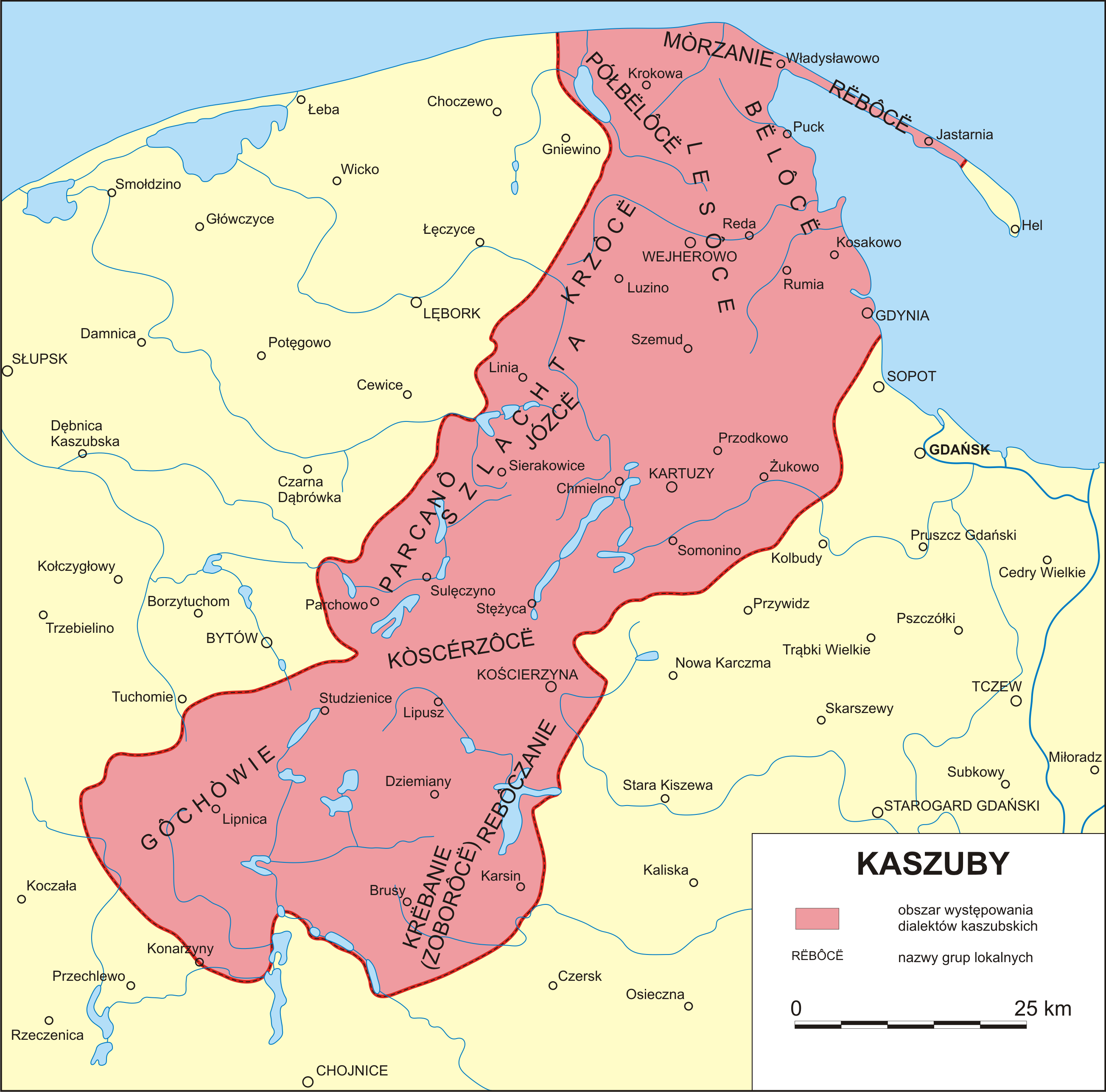
Casciubia nel XX secolo con toponimi in casciubo

I casciubi parlano la lingua casciuba, una lingua slava occidentale facente parte del ramo delle lingue lechitiche, in passato erroneamente considerata un mero dialetto "germanizzato" della lingua polacca. I casciubi sono considerati come etnia a parte o certe volte più semplicemente come gruppo linguistico.
Dopo aver subìto molte tragiche vicissitudini storiche l'etnia casciuba è in forte declino; secondo l'ultimo censimento polacco del 2002 solo 5100 persone si dichiarano di nazionalità casciuba, anche se si considera che circa 50 000 persone parlino usualmente il casciubo in Polonia.
Altre stime sull'effettivo numero di casciubi oscillano da un minimo di 50 000 persone fino a un massimo di 500 000 (2006); anche per questo la lingua gode oggi di un certo grado di protezione legale in Polonia, ed è studiata in varie scuole.
Il popolo casciubo è discendente diretto dell'antica tribù slava dei pomerani. È accertato che gli antenati dei casciubi e pomerani arrivarono nella regione del basso corso della Vistola e dell'Oder già circa 1500 anni fa. La più antica menzione conosciuta che faccia riferimento ai casciubi è una carta del XIII secolo firmata dal duca Barnim I di Pomerania.

## Casciubi famosi

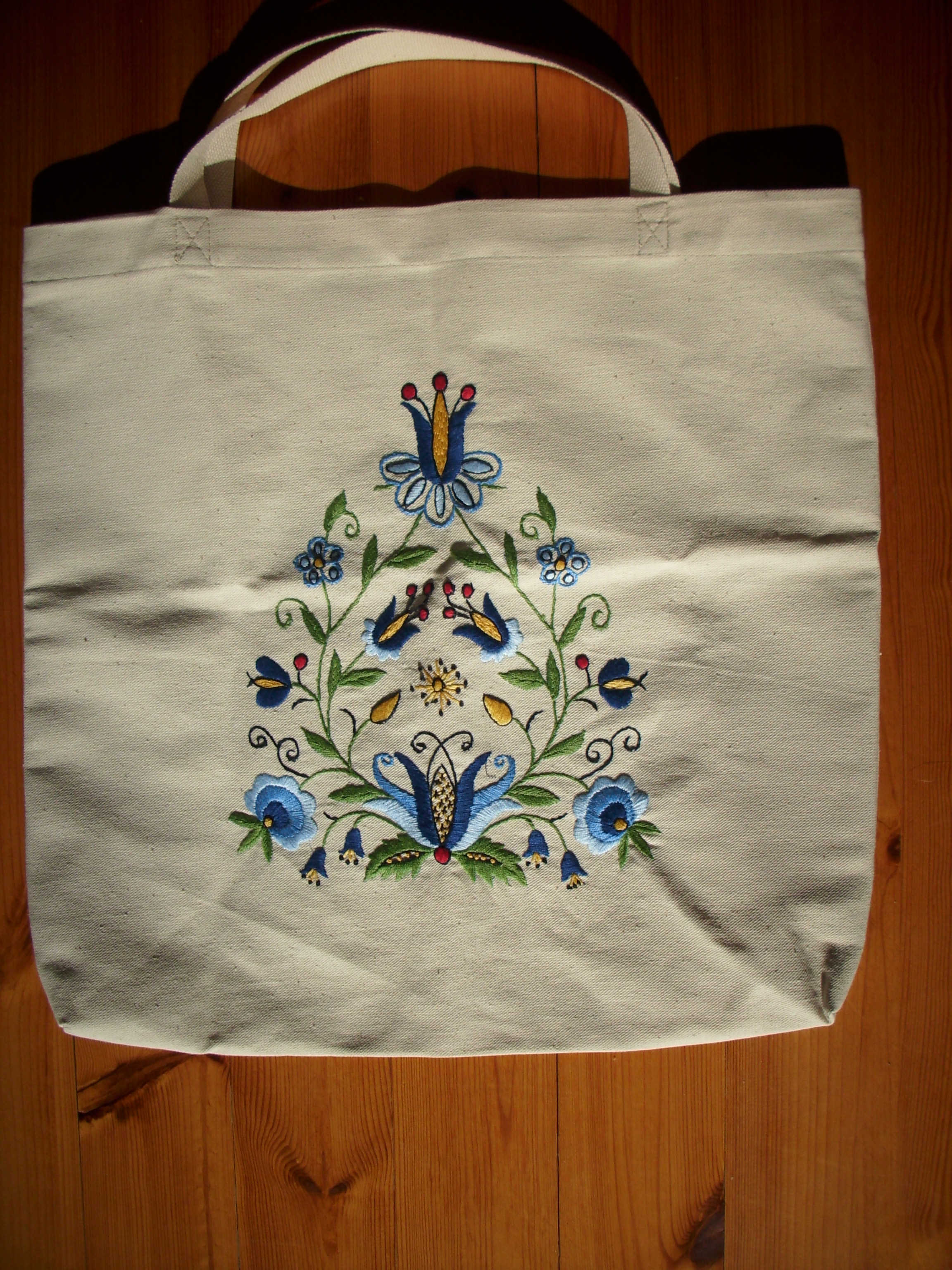
Ricamo dei casciubi

- Florian Ceynowa
- Konstantyn Dominik
- Günter Grass
- Gerard Labuda
- Aleksander Majkowski
- Henryk Muszyński
- Donald Tusk
- Ludwig Yorck von Wartenburg